# Strada provinciale 42 Centese
La strada provinciale 42 Centese è una strada provinciale italiana della città metropolitana di Bologna.

## Percorso
Ha origine a San Giorgio di Piano dalla strada provinciale 4 Galliera e si dirige ad ovest, attraversando così Argelato e la sua frazione Volta Reno. Dal centro di Castello d'Argile procede verso nord per giungere a Pieve di Cento. La provinciale finisce all'altezza del ponte sul fiume Reno, che segna il confine con la provincia di Ferrara ed oltre il quale si estende la città di Cento.